# 自決 (人權)
自決（英語：Self-determination），意指由個體自身做抉擇來決定自己行動的方向，不受外部壓迫。允許人民自決，稱人民自决，是現代國際社會認定的基本人權之一，根据联合国宪章和国际法是指「在没有外部压迫或干扰的情况下，人民可以自由决定他们的政治地位，并自由谋求他们的经济、社会和文化的发展。」。自決的基本原則為提供人民法律平等與機會平等。
目前，在国际上，自决通常针对于殖民地、非自治领土等非拥有独立主权的国家或地区，如《给予殖民地国家和人民独立宣言》规定“所有的人民都有自决权”、《联合国土著人民权利宣言》规定“土著人民行使其自决权时，在涉及其内部和地方事务的事项上，以及在如何筹集经费以行使自治职能的问题上，享有自主权或自治权”。允許各民族實施自決的權利，稱為民族自決。

## 历史

### 20世纪以前
有历史记载表明，自从人类历史产生殖民和殖民主义以来，自决就已经存在，如古老的美索不达米亚和后来的希腊城邦都有自决实践的例子。随着帝国主义的兴起和帝国的领土扩张，现代意义上的主权这一概念开始在16世纪产生，16世纪中期签署的威斯特伐利亚和约开始出现类似于自决的内容。随后，工业革命期间，一些群体意识到这些群体内部之间拥有着共同的历史、习俗、语言等共同特征，从而产生了现代意义上的民族这一概念。作为一个整体意识形态，民族之间既互相争夺权力，在被其他强大政权征服或者建立傀儡政权后又会联合起来，在这种情况下进行自决，对于那些强大的政权看来，无疑是一种反动。这些群体虽然往往追求领土和主权独立，但也有少部分追求的是自治。

#### 帝国主义时期
虽然历史上有着诸多传统的大陆帝国，如奥斯曼帝国、俄罗斯帝国、奥匈帝国、大清帝国等，但他们大多在近代已经步入帝国末期，实力衰退。而在同时期的欧洲，由于实行权力平衡策略，欧洲的一些国家开始转向殖民主义，从而出现了西班牙帝国、葡萄牙帝国，以及后来的大英帝国、法兰西殖民帝国、荷兰帝国等。在19世纪早期，欧洲内部的竞争开始加剧，并引发多次战争，这其中最引人注目的就是拿破仑战争。这场战争结束后，大英帝国成为欧洲和世界的主导，确立了世界霸权的地位。而与此同时，民族主义也在欧洲成为一个强大的政治意识形态。
1870年普法战争结束后，随着法兰西第二殖民帝国和随后的德意志殖民帝国在非洲、亚洲、太平洋地区建立殖民地，新帝国主义开始崛起，与注重经济掠夺的旧帝国主义相比较，新帝国主义更加注重对殖民地的领土野心和政治目的。19世纪末期，大日本帝国作为一股新的力量登上舞台。这些帝国在世界各地进行了疯狂地殖民和掠夺：
- 非洲：多个欧洲国家瓜分非洲；
- 中亚：俄罗斯帝国、大清帝国和大英帝国主导的大博弈；
- 东亚：建立各个殖民地，并在东亚地区，划分势力范围，其中大清帝国受到的损害最为严重。

、奥地利帝国、俄罗斯帝国、大清帝国这些历史上的帝国和新兴的大日本帝国通常会为了维护自己的权力和统治，而牺牲民眾的權利，这无疑忽视了民族自决的原则。

#### 反抗和民族主义的兴起
在17世纪和18世纪，随着启蒙运动的发展和影响力的扩散，人们开始对传统权威进行反思，自然法理论在此期间成为了一个独立的思想体系。在这一过程中，英国哲学家约翰·洛克在其最重要的政治论文《政府论》中称，政府的统治必须经过被统治者（即人民）的同意，如果政府背叛了人民，人民有权利建立新的政府，洛克的这一理论在一定程度上启发了美国独立运动。因此18世纪中期至70年代的美国独立运动，可以看作是自决这一权利的首次主张。《美国独立宣言》的主要起草者托马斯·杰斐逊进一步发展了该理论，称人民的意志是至高无上的，并将这一理念写入到《美国独立宣言》中。这一理念启发下，当时的欧洲人发动了多次独立革命，如法国大革命即基于同样的法理和原则。
19世纪早期，西班牙帝国在北美洲的殖民地大多数开始脱离西班牙帝国，实现独立。1823年，美国第五任总统詹姆斯·门罗提出门罗主义，要求列强不再殖民美洲。而美国公众、组织团体、甚至国会决议案经常支持其他民族独立运动，如支持希腊独立战争（1821-1829）、1848年的匈牙利革命等，然而出于与他国的国家利益的考虑，美国政府并未将其列为官方政策。美国独立战争后，随着国力的提升，美国不再将自决作为原则，反而通过购买的方式获得了阿拉斯加州，并在18世纪60年代企图购买圣·托马斯岛和圣·约翰岛，1893年，美国在夏威夷鼓厲反抗，推翻了夏威夷王国，并于次年建立了过渡政权夏威夷共和国，1898年，美国正式吞并夏威夷。1899年，美国取得美西战争的胜利，在未经当地民族自决的情况下，吞并了前西班牙殖民地关岛和波多黎各，并以2000万美元的价格从西班牙手中购买了菲律宾的主权，同时亦取得了古巴的准宗主国地位。
在19世纪中后期，民族意识形态开始在传统帝国和大日本帝国中出现，如俄罗斯帝国的泛斯拉夫主义、奥斯曼帝国的凯末尔主义和阿拉伯民族主义、大日本帝国的武士道和神道、大清帝国的中国民族主义。与此同时，欧洲的民族主义也开始崛起，并引发了一系列革命，如希腊、匈牙利、波兰（1848年）、保加利亚均开始寻求或者最终取得独立。
马克思支持民族自决，并认为它是社会改革和国际间进行联盟的前提条件。1914年，列宁在其著作《论民族自决权》中，將民族自決權解釋為「國家分離權」。中国共产党领导人毛泽东早期支持民族自決，及支持成立湖南共和國。1920年代和1930年代初，中国共产党支持中国境内各少数民族独立建国。1931年，中华苏维埃共和国将少数民族享有民族自决、独立建国的权力写入《宪法大纲》。长征后，至抗日战争期间，中国共产党的民族政策有所转变，由民族自决转为民族自治，不再支持少数民族独立建国。实际上，自中国共产党1949年建立中华人民共和国至今，对中国大陆境内的反叛、独立政权，以及各类分离主义持高压消灭之势。在其管控的领土之上，尚无成功独立的先例。

### 两次世界大战

#### 欧洲、亚洲和非洲

1945年的世界地图, 绿色为当时联合国托管理事会托管的领土

在第一次世界大战期间，美国总统伍德罗·威尔逊承诺至少在欧洲范围内，实行民族自决权。列宁也提出《论民族自决权》。
1917年11月，俄罗斯发生十月革命后退出第一次世界大战，新的蘇俄政府发表《俄罗斯各族人民权利宣言》，聲称支持包括殖民地在内的各民族进行自决的权利。在1918年苏俄宪法中，规定了各加盟共和国有退出苏维埃联邦的权利。
1918年1月美國總統伍德羅·威爾遜提出十四點和平原則，其中就包括民族自决，如规定原属奥匈帝国等国家内的民族自决等。 1918年3月，苏俄与同盟国签订了《布列斯特-立陶夫斯克條約》，苏联正式退出第一次世界大战，亚美尼亚、芬兰、爱沙尼亚、乌克兰、西乌克兰、立陶宛、格鲁吉亚和波兰取得独立。战争结束后，作为战败国，奥匈帝国、德意志帝国和奥斯曼帝国分裂，巴尔干半岛与中东地区的民族国家则随之而起，如捷克斯洛伐克、南斯拉夫、匈牙利 等。其中，奥斯曼土耳其帝国分裂为土耳其和几个小型国家（如也门，1920年，奥斯曼帝国与协约国签订的《色佛尔条约》含有库尔德人自治和独立的条款，后因英、法等国对库尔德地区的争夺，谁也不愿意让自己控制的土地走向独立而告吹。以及中东地区国际联盟委托法国管辖的法屬敘利亞託管地（约现在的叙利亚和黎巴嫩）、委托英国管辖的英属巴勒斯坦托管地（约现在的约旦和以色列）和英属美索不达米亚托管地（约现在的伊拉克）。一战后建立的国际组织国际联盟希望通过种种手段来巩固这些新兴国家，以此来维护和平。然而，对于战败者的苛刻，使得战败者与战胜国之间相互厌恶并缺乏信任，这最终导致了第二次世界大战的发生。
20世纪20年代和30年代，在去殖民化运动的开始，一些国家通过自决取得了一定结果，如1931年英国国会通过威斯敏斯特法案，宣布加拿大、纽芬兰（后于1949年加入加拿大）、澳大利亚、新西兰、南非、爱尔兰自由邦为自治领，英国国会和英国政府不再干涉自治领的内部事务，从而形成事实上的独立。埃及、阿富汗、伊拉克以及黎巴嫩也纷纷从英国和法国中独立出去。不过，在此期间，也有许多独立运动并未成功，如印度独立运动。而意大利、日本和德国开始入侵一些地区，进而发生了第二次世界大战。
在亚洲，大日本帝国开始成为崛起中的大国，在取得日俄战争的胜利后，日本得到了西方列强的尊重。在第一次世界大战中，日本加入到协约国，并且与英军在山东省（时为德国势力范围）联合发动了青岛战役。第一次世界大战结束后，日本获得了原先德国在山东的利益。20世纪30年代，日本通过九一八事变占领了中国东北地区，并且建立了傀儡政权满洲国，领土包括中国的东北地区和内蒙古东部。为了侵略亚洲的其他地区，日本随后提出了大东亚共荣圈的战略构想。
1912年，中华民国成立，外蒙古、唐努乌梁海（即乌梁海共和国）和西藏则趁机宣布独立，但并没有获得中华民国北洋政府的承认。1915年，中、俄两国以及外蒙古代表签订中俄蒙协约，外蒙古承认中国对其有宗主权。1921年，大蒙古国再次独立，但均未被当时的北洋政府及以后的国民政府所承认。1945年2月11日，在没有中国参与的情况下，美、英两国与苏联签定涉及外蒙古以及中国主权的《雅尔塔协定》。其中规定：“外蒙（蒙古人民共和国）的现状应予保持。”1945年8月14日，在苏联的强势压力和种种考虑之下，国民政府作出妥协，与苏联签订了《中苏友好同盟条约》，外交照会声明如果外蒙古通过全民投票进行独立的话，中国政府将承认外蒙古独立。10月20日，外蒙古举行全民投票，投票结果显示，100%的公民赞成外蒙古独立。1946年1月5日，中华民国承认蒙古人民共和国從中國独立。1953年2月23日，因苏联屡次违反《中苏友好同盟条约》，已经迁往台灣的中华民国政府宣布该条约失效。中华人民共和国成立以后，于当年10月16日与蒙古人民共和国正式建交，1961年两国正式划定边界。（关于外蒙古的独立过程，详见外蒙古独立）
1933年11月12日，维吾尔人在南疆地区的喀什宣布成立东突厥斯坦伊斯兰共和國，于1934年被回族军阀马仲英摧毁，其总统投靠盛世才；1945年11月，在苏联的支持下，经过武力打败名义上服从國民政府的新疆省主席盛世才、在伊犁地區重新成立東突厥斯坦共和國，1946年改组为新疆联合政府。1949年10月，因当时的苏联政府的出面签订谈判协议，接受取代国民党政府的中国共产党的领导，中共于1956年成立新疆维吾尔自治区。其後中蘇關係惡化，中國在新疆西北的邊境部署重兵，並最終穩住邊境。
大日本帝国战败后，放弃了诸如朝鮮半島、库页岛南部、南千島群島、台湾等诸多领土和殖民地的主权。

### 冷战时期

#### 联合国宪章
1941年，美国总统富蘭克林·德拉諾·羅斯福和英国首相丘吉尔签署《大西洋宪章》，在条约中提出民族自决原则。1942年1月，中、苏、美、英等26个国家在华盛顿发表《联合国家宣言》，赞成《大西洋宪章》的内容。1945年，第二次世界大战结束后，联合国成立，6月26日，中、苏、美、英、法等50多个国家在旧金山国家签署《联合国宪章》，并于当年10月24日正式生效。下面是联合国发布的关于自决的主要国际框架或公约：
- 《联合国宪章》第一章第一条第二款规定，联合国的三个宗旨第二宗旨为“发展国际间以尊重人民平等权利及自决原则为根据之友好关系，并采取其他适当办法，以增强普遍和平。”[3]
- 《公民及政治权利国际公约》和《经济、社会、文化权利国际公约》的第一部分第一条第一款中规定，“所有人民都有自决权。他们凭这种权利自由决定他们的政治地位，并自由谋求他们的经济、社会和文化的发展。”[4][5]
- 《世界人权宣言》第十五条规定，“人人有权享有国籍。任何人的国籍不得任意剥夺，亦不得否认其改变国籍的权利。”[18]

然而，《联合国宪章》和其他决议对这一原则（如以自决的方式来取得独立）并没有坚持要求或者需要强制执行。此外，根据占领地保有权原则，一个国家成立后，其原有的管辖范围将成为新的国界，而不管原有管辖范围内的人民是否有共同的语言、种族和文化。
不过，1946年到1960年，亚洲、非洲、中东地区先后有35个国家摆脱了殖民地地位，通过民族自决的方式合法的成立了新的国家。这些国家的独立，不可避免地出现了诸多的冲突，并且对领土完整和自决同样重要这一观点产生了挑战。

#### 两极对立
与全世界掀起的去殖民化运动形成鲜明对比的是，苏联在这一时期开始进行强力扩张，在第二次世界大战期间及战后，图瓦人民共和国以及东欧、波罗的海、中亚等大多数地区先后被苏联所吞并，并且在苏联的支持下，先后建立了如东德、东欧的诸多国家、蒙古人民共和国、南也门人民共和国等众多附庸于苏联的附庸国及衛星國。这些附庸国虽然独立并且拥有主权，但苏联经常违背民族自决原则，如出兵镇压了1956年的匈牙利十月事件和1968年发生在捷克斯洛伐克的布拉格之春运动。1979年底，苏联为了推翻不喜欢的阿明政府，支持在当地不得人心的人民民主黨政府，入侵阿富汗，进行了长达十年的阿富汗战争。然而，马克思列宁主义及其理论主张，却对第三世界反对殖民统治或傀儡政权的民族解放运动产生了较大的影响。在许多第三世界的国家，共产主义成为团结起来反抗帝国主义或殖民统治的指导思想。
为了保障自身的利益，美国将苏联的这些行动视为威胁，于是美国发动了一系列的反击，使用经济和政治以及军事援助等多种方式支持其他国家进行反共，如苏联入侵阿富汗时期，美军就曾向对抗苏联入侵的阿富汗反政府外援军和阿富汗反政府本土军提供武器弹药和资金支持。
一些支持共产主义或者反对反共产主义的政府进行的自决，会被美国等资本主义阵营指责受苏联影响或控制。1956年，为了防止共产主义政权北越通过统一国家的选举，使共产主义的影响渗透到亲近欧美的南越政府，在美国的支持下，南越总统吴廷琰实行个人独断独行的威权统治，从而破坏了这次统一选举。1959年，北越开始向南越渗透，1961年，在南越的要求下，美国开始介入战争，开始了长达十余年的美越战争。20世纪60年代初，美国支持葡萄牙镇压安哥拉独立运动。20世纪60年代和70年代的罗德西亚布什战争中，在当地属于少数民族的白人组成了罗德西亚政权（未被国际承认），鼓吹反共产主义，并与分别受苏联和中华人民共和国支持的黑人游击队发生战争。最终，在1980年，由中华人民共和国在背后支持的津巴布韦非洲民族联盟取得最终胜利，4月18日津巴布韦共和国正式独立建国，并得到了国际上的承认。
1985年3月，戈尔巴乔夫接掌苏联最高权力，开始进行经济改革，冷战时美苏两国对峙的局面开始缓和。戈尔巴乔夫与美国总统里根合作，削减了苏联武装力量和在欧洲部署的核武器。

#### 东亚、北亚
在亚洲，蒙古人民共和国成为苏联的附庸国。第二次国共内战开始后，中国共产党逐渐有望替代中华民国政府。在此背景下，苏联政府不再策动新疆独立。在第二次国共内战结束后，中国共产党取得了中国大陆的控制权，并成立了中华人民共和国。为了增加在去殖民化中的影响力，在美苏这两个竞争中的超级大国的支持下，朝鲜战争爆发，将冷战的焦点从欧洲转向亚洲。

#### 欧洲国家在亚洲的殖民地

##### 英属印度
为了适应帝国的衰落，英国创设了英联邦，英联邦是一个非常自由平等的国家组织，英国女王只是英联邦的虚位元首，英联邦也不设任何权力机构，内部各国家之间完全平等，并且享受完全独立的内政权和外交权。
1947年，英属印度脱离英国，获得独立，但国内出现的民族冲突，特别是世俗化的印度教徒和信仰伊斯兰教的巴基斯坦之间的对立，使得英属印度分裂成由印度教徒占主导的印度联邦（即后来的印度共和国）和以伊斯兰教徒占主导的巴基斯坦自治领（即后来的巴基斯坦伊斯兰共和国和孟加拉人民共和国）两个新的国家，造成了印巴分治。而由于在英国占领印度之后，印度次大陆才对印度东北部实现控制，所以在印度独立后，印度东北部出现了诸多如阿萨姆联合解放阵线、波多民族民主阵线、特里普拉民族解放阵线等多个分离组织。1972年，第三次印巴战争后，东巴基斯坦通过孟加拉国解放战争，从巴基斯坦分裂出去，建立了孟加拉人民共和国。

##### 英属缅甸
1948年，英屬緬甸摆脱英国殖民地地位，获得独立。缅甸却拒绝加入英联邦，随后的軍政府剝奪少數民族在憲法賦予的自治權威，陷入内部冲突，包括克钦独立军在内的多个反政府武装反抗軍政府，以寻求民族独立。

##### 印尼与荷属新几内亚
1949年，在与本地武装发生多次战争之后，荷兰迫于国际舆论和国内经济的压力，被迫放弃了对印度尼西亚的统治权，印度尼西亚获得独立。1961年12月18日，印度尼西亚入侵荷属新几内亚，与当地的荷兰军队发生冲突，联合国于1963年5月将西巴布亚主权移交给印度尼西亚。在一场被印尼军方控制的颇具争议的公民投票之后，西巴布亚于1969年正式加入印度尼西亚版图。1975年11月28日，葡萄牙放弃东帝汶的管治权，东帝汶独立，但9天之后，东帝汶即被印度尼西亚入侵并占领。

##### 马来西亚
另一件有争议的事件是，1963年，英国退出英属马来亚后，联合国评估小组在调查砂拉越和沙巴当地居民是否同意加入马来西亚时的调查经历。联合国评估小组遵循了1962年由英国委任的葛波勛爵所率领的葛波委员会在当时属于英国海外领地的砂拉越和沙巴进行调查结果，在当地举行听证会，并且筛选了超过1600封由个人、组织、政党的提供的信件或便条，以此来确定民意。葛波委员会得出结论，约2/3的人口希望加入新马来西亚联邦，其他的1/3则希望独立或者仍由英国控制，而联合国评估小组的调查在很大程度上证实了这一结果的准确性，联合国评估小组的调查结果最终也得到了联合国大会的认可。然而，这两次调查的结论均不是通过自决或公投的方式来获得的。为了巩固彼此的统治，1963年7月31日，菲律宾、马来西亚联邦和印度尼西亚三国达成协议。然而，事后印度尼西亚违反该协议，并与马来西亚发生了马印对抗。

### 東歐巨变
1989年到1990年，波兰、匈牙利、捷克斯洛伐克、东德、保加利亚、罗马尼亚、蒙古等原附庸于苏联的共产主义政权纷纷瓦解崩溃，其中，东德与西德统一为德意志联邦共和国，捷克斯洛伐克和平分裂为捷克和斯洛伐克两个国家，而南斯拉夫则爆发了内战，分裂为斯洛文尼亚、克罗地亚、波斯尼亚和黑塞哥维那、马其顿、黑山、塞尔维亚六个国家。2008年，科索沃脱离塞尔维亚，成立了科索沃共和国，并宣布独立，但并没有得到国际上的广泛承认。
1991年12月，戈尔巴乔夫宣布辞去蘇聯總統的职务，随后苏联解体，15个苏联加盟共和国获得独立，成为主权国家。这些原苏联加盟共和国在苏联解体后，全部放弃了共产主义，并且大多数实行了民主改革和自由市场经济。在苏联解体前后，原苏联境内的加盟共和國領土阿布哈茲共和国、纳戈尔诺-卡拉巴赫共和国、南奥塞梯共和国、德涅斯特河沿岸摩尔达维亚共和国也先后宣布独立，但并没有得到国际上的广泛承认，這些自治共和國被認為由俄羅斯實際控制。

### 冷战后

#### 东帝汶
经过数十年的内战，1999年东帝汶在公民投票后决定独立，随后爆发了1999年东帝汶危机。公投结束后，一些反对独立的激进分子开始对平民发动袭击。1999年9月20日，以澳大利亞為首的國際部隊進駐東帝汶，並最終平息了持續近一個月的暴亂。2002年，印度尼西亚承认了东帝汶独立。

#### 台灣
1928年，台灣共產黨於上海法國租界成立，其黨綱闡明追求「台灣民族獨立」、「建設台灣共和國」等，是最早期的台灣民族自決思想。1932年，台灣民主黨在其「組織大綱」與「宣誓文」中明確主張「根據民族自主精神，推翻異民族日本帝國主義者統治，以建設台灣民族之民主國為目的」、「團結台灣四百萬漢民族，打倒日本帝國主義，推翻日政府，建設臺灣民主獨立國」等，也是台灣人追求民族自決、台灣獨立的早期論述。
1949年，中國共產黨取得了第二次國共內戰的勝利，並且建立了中華人民共和國，以中國國民黨為首的中華民國政府將首都遷到台灣，中華民國政府只管轄包括台灣及數個離島（台澎地位未定論的支持者認為所屬主權領土僅及於金門、馬祖）。1971年，中華人民共和國取代中華民國在聯合國「中國」的代表權至今，自此中華民國的政治地位問題在中華人民共和國和中華民國存在著廣泛的爭論（台澎地位未定論的支持者認為台灣的地位相關問題已於《舊金山和約 （页面存档备份，存于）》中確立並等待住民自決，實際統治台灣的中華民國政府不支持這個觀點）。
1986年9月28日，台灣民主進步黨成立，黨綱包含自決內容，承襲黨外時代的反對力量，提出《台灣住民自決論》：即台灣前途由台灣全體住民，以自由、自主、普通、公正、平等的方式共同決定。冷戰後，隨著兩岸局勢緩和中華民國政府及1991年10月13日，民進黨通過《台獨黨綱》，其中主張之一：基於國民主權原理，建立主權獨立自主的台灣共和國及制定新憲法的主張，應交由台灣全體住民以公民投票方式選擇決定。1999年《臺灣前途決議文》主張，「任何有關獨立現狀的更動」都必須經由台灣全體住民以公民投票方式決定。而此決定至2016年民進黨全面執政後仍遲遲無法推動，但民進黨與泛綠陣營仍不時以民族自決做為號召。

#### 其他
正如前面所提到的，自决所引发的自治、分裂和独立运动在当今世界仍然非常活跃（见：独立运动列表）。
虽然并未得到国际社会的广泛承认，北塞浦路斯（受土耳其共和國支配）、科索沃（被塞爾維亞反對獨立，以及未獲國際大部分國家承認，但塞爾維亞自2000年不再試圖採武力控制科索沃）、南奥塞梯等地区取得了事实上的独立。还有一些国家虽然通过自决的方式单方面宣布独立，但并未取得事实独立（實質獨立）或国际承认（法理獨立），如西撒哈拉地区的阿拉伯撒哈拉民主共和国及巴勒斯坦领土上的巴勒斯坦國。

## 民族自決原則
民族自決原則源自美國總統威爾遜，其含義為各民族有權按照自己的意願來處理自己的事情。經過昇華萃鍊後，於50年代，該原則多傾向關於人民與民族自決權的決議；一個民族先維護獨立主權，再強調人權。60年代，15屆聯合國大會《給予殖民地國家和人民獨立宣言》。70年代，《國際法原則宣言》規定：根據聯合國憲章所尊崇之各民族享有平等權利及自決權之原則，各民族一律有權自由決定其政治地位，不受外界之干涉，並追求其經濟、社會及文化之發展，且每一國均有義務遵照宪章規定尊重此種權利。
另外，有些人認為此間民族的界定，是針對殖民地而言的。民族應該獨立，如果把民族自決加以濫用，可能是不現實的。因此部分學者認為，今天國際社會和平穩定高於一切。但冷戰結束後，仍有許多民族獨立建國或復國。

## 问题与争议
自从20世纪90年代开始，为了追求更多的自决权或者完全独立，民族自决原则导致许多国家内出现内部冲突，而其他群体、政府兩者之间的矛盾，则引发了诸多暴力。。对于这些运动，出于政治或者其他因素，国际社会的反应也十分不一致，往往出现政治因素大于原则的情况。在2000年联合国公布的《联合国千年宣言》中，也只是规定“给予仍处于殖民统治和外国占领下的人民以自决权”。
目前，在哪些群体拥有自决权、自决与领土完整孰轻孰重等问题上，国际上仍然存在着广泛的争议。

### 谁拥有自决权
在《联合国宪章》、《公民及政治权利国际公约》、《经济、社会、文化权利国际公约》等国际公约和框架中，均指明拥有自决权的是“人民”（people），而在其相对应的中文翻译中，也绝大多数翻译为人民。而在现行国际法中，对于“人民”并没有公认的定义。有学者研究了国际法和联合国的相关决议，发现在不同的情况下，人民可以包含有以下四个完全不同的含义：
- 独立国家或地区（state）的所有人；
- 非自治领土的所有人；
- 被外国军事占领下共同生活的所有人；
- 在相关政体中没有代表权或被压迫的所有人。

在上面的这些含义中，“所有人”并没有限定于他们之间是否有共同的习俗、文化、历史等，也没有表明少数民族或其他特殊群体拥有自决权。而自由主义者认为，自决权取决于民族（nation，按地区、文化等划分的群体)与国家（state）之间，支持少数民族的自决。

### 外部住民自決與獨立
在極端情況下，住民才可以行使「外部住民自決」以建立新國家。這些特殊情況包括：
- 殖民地情況；
- 受外國軍隊佔領或類似的外國支配下而被壓迫；或
- 住民在現有主權國內行使「內部住民自決」權利被否定[47]。

2009年7月17日，中立國瑞士就科索沃單方面宣布獨立的問題向國際法庭遞交了書面意見書，其中第5至7段十分簡單扼要地闡釋「維持領土完整」與「外部住民自決」的關係，以及「最後手段條件」(condition of ultima ratio)的概念：
「5. 瑞士重申其論述，即領土完整原則(尤其是聯合國憲章所提及者)(下稱「憲章」)是排外地適用於國際關係，而非國家之內。因此， 瑞士認為領土完整原則與審視分離主義實體所發表的獨立宣言沒有關係。
6. 即使領土完整原則應該被理解為是一項超越憲章第2條第4段的普遍法律原則，即是說適用於國家之內，瑞士認為科索沃的情況已經符合一系列嚴格的條件，以例外地容許人民可以要求住民自決獨立。就此而言，瑞士參照陳述書…中所堅持的『最後手段條件』。
7. 『最後手段條件』的預設前提是要有一個程序去清楚顯示，為行使住民自決的權利，人民除了分離以外並沒有其他選項。直至所有以恢復尊重人權(包括內部住民自決的權利)為目的之可能途徑被耗盡之前，外部住民自決的權利是不可以被行駛。該程序需要時間來證明。瑞士認為就科索沃的情況而言，所有可能的途徑均清楚地及毫無疑問地已經耗盡。就科索沃的情況而言，國際社會所建立的框架以嚴重及有系統的侵犯人權行為告終。涉事各方用了接近九年時間去尋求解決方案。若果說國際部隊的存在令侵犯人權的事件停止，故作出科索沃人在2008年2月17日的今天已經失去外部住民自決權利之結論的話，則無疑是令『最後手段條件』變成毫無意義。與此恰恰相反，國際調解程序的完成(即自1999年開始至今已經過的時間)令確定『最後手段條件』已經符合變成可能。在經過了該等時間後，科索沃人頗明顯是擁有行駛外部住民自決的權利」

### 自决与领土完整
作为“人民”的意志，自决好像是对国家领土完整原则和主权合法性的一个挑战，因为这意味着人民可以按照他们的意志自由地选择他们的政体或领土疆域。然而，现有的民族远远多于现有的国家数量，并且在绝大多数国家的法律中，并没有相关的法律规定国家的疆域由人民的意志决定。1975年签署的《赫尔辛基最后文件》，联合国、国际法院、国际法专家等诸多共识，均认为，自决原则与领土完整原则之间并没有矛盾，领土完整原则优先于自决原则。
有学者认为，下面的三个理论可以用于与自决相关的国际关系：
- 领土主权重于自决。在冷战期间，此理论被各国推行；
- 自由国际主义已经成为自决的替代品，它降低了国家与国家之间的战争的可能性，提高了个体的自由，同时也有促进了全球市场的扩张以及国家与国家之间的合作，降低了国家领土完整的重要性，并且在一定程度上允许人民拥有更大的自决权；
- 世界自由主义认为应当建立一个世界性的政府组织，这样就避免了领土的分裂问题和边界的变更问题。当然，这也意味着自决届时将不再存在。[49]

美国杜克大学哲学系教授艾伦·布坎南（Allen Buchanan），发表了七本与自决和分离主义有关的书籍。他认为，从宪政民主的道德和法律层面来讲，他支持国家的领土完整。然而，他也认为，“当且仅当一部分群体受到一定程度的不公正待遇时，那么作为（受到不公正待遇的）一种补救方法，（自决所产生的）国家分裂权将会是最后手段。”布坎南将这一理论称为“只存在于理论上的补救权”（Remedial Rights Only Theory），不过，他亦承认这需要经过政府同意或宪法中规定有分裂国家/脱离联邦的权利。
立陶宛维陶塔斯·马格纳斯大学（Vytautas Magnus University）法学院学者Vita Gudeleviciute认为，在非自治领土或被他国军事占领的国家，民族自决原则优先于国家领土完整原则；依据现行国际法，在由当地少数族群建立的国家政权中，这些少数族群其實可以被視为独立的人民，而他们可以有权利进行自决。另一方面，她发现，现行的国际法很少會涵盖单一制国家的分离问题，这也意味着在单一制国家，不願哪个群体可以选择分裂出去。
为了消除殖民主义带来的影响，一部分国家宣称对某些地区拥有主权，这在现行国际法中，是合理的。在《给予殖民地国家和人民独立宣言》中，第六条规定：“任何旨在部分地或全面地分裂一个国家的团结和破坏其领土完整的企图都是与联合国宪章的目的和原则相违背的。”这一宣言适用于因殖民問題造成的国家分裂，在这种情况下，领土内的人民有权进行自决来维护国家的领土完整。但一些國家拒絕接受這一解釋，他們認為儘管該宣言第二條規定了“所有的人民都有自决权”，但第六條規定這不得用於對領土的要求。設立第六條規定的初衷，是為了確保將自決權限定於殖民地范圍內，而不是國家的次地區（如州、省等）。西班牙和阿根廷曾經在聯合國大會上發起提議，試圖在有领土争议的情況下限制自決權，但卻被聯合國大會以自決權是一項普遍的權利駁回。
為了解決2047年香港前途問題，雨傘運動後香港的政治光譜中出現了自決派，主張香港屆時舉行公投決定香港未來。此派系當中的羅冠聰、姚松炎因香港立法會宣誓風波被褫奪立法會議員資格，周庭在2018年3月香港立法會補選中被選舉主任撤銷參選資格，劉小麗也同樣因宣誓風波被褫奪立法會議員資格，又在2018年11月香港立法會九龍西地方選區補選中被選舉主任裁定參選提名無效，目前只有土地正義聯盟的朱凱迪仍然擔任議員。時任基本法委員會主任李飛表態指自決等同香港獨立，認為兩者「只是變化了用詞，本質是一樣的」，而時任香港行政長官林鄭月娥則表示主張港獨、自決，或以港獨及自決作為選項的人，不能期望成為立法會議員。

### 自决与自治
為了滿足少數群體的需求，预防国家分裂，許多國家用权力下放或权力分散的方式將一部分（乃至相當大的一部分）权力下放到地方政權中，甚至設立相應的自治區。這一權力往往有一定程度的限制，如限制少数群体对保持民族文化的要求，在非自治区领土以国家公会的形式进行文化方面的管控。但这种情况只适用于已放弃分裂国家寻求建立独立国家的群体，在这种状态下的区域政府往往在政治和司法方面拥有高度自治的权力，但必须以该国家地区的名义存在，如香港。

### 规则和權利
Pavković 探究了了在退出原有国家的过程中，民族自决原则是如何位于多数决原则和平等权利原则之上的。例子之一是强迫少数民族加入一个国家。

### “非自治领土”
| 區域     | 非自治領土名稱 | 主要管理國                        | 地位           | 其它要求                          | 人口    | 面積 / km2 (mi2)  | 參見                   |
| -------- | -------------- | --------------------------------- | -------------- | --------------------------------- | ------- | ----------------- | ---------------------- |
| 非洲     | 西撒哈拉       | 沒有(實際上 摩洛哥，不被普遍承认) | 政治实体       | 撒拉威阿拉伯民主共和國（有限承认) | 531,000 | 266,000 (102,703) | 西撒哈拉政治           |
| 大西洋   | 聖赫勒拿       | 英国                              | 海外領土       | 沒有                              | 5,396   | 310 (120)         | 聖赫勒拿島政治         |
| 大西洋   | 百慕大         | 英国                              | 海外領土       | 沒有                              | 62,000  | 57 (22)           | 百慕大政治             |
| 大西洋   | 福克蘭群島     | 英国                              | 海外領土       | 阿根廷                            | 2,500   | 12,173 (4,700)    | 福克蘭群島政治         |
| 加勒比海 |                | 英国                              | 海外領土       | 沒有                              | 15,500  | 96 (37)           | 安圭拉政治             |
| 加勒比海 | 英屬維爾京群島 | 英国                              | 海外領土       | 沒有                              | 28,103  | 153 (59)          | 英屬維爾京群島政治     |
| 加勒比海 | 开曼群岛       | 英国                              | 海外領土       | 沒有                              | 55,500  | 264 (102)         | 開曼群島政治           |
| 加勒比海 |                | 英国                              | 海外領土       | 沒有                              | 5,000   | 103 (40)          | 蒙特塞拉特島政治       |
| 加勒比海 |                | 英国                              | 海外領土       | 沒有                              | 31,458  | 948 (366)         | 特克斯和凱科斯群島政治 |
| 加勒比海 | 美屬維爾京群島 | 美国                              | 非合併建制領土 | 沒有                              | 106,405 | 352 (136)         | 美屬維爾京群島政治     |
| 歐洲     | 直布罗陀       | 英国                              | 海外領土       | 西班牙                            | 29,752  | 5.8 (2.2)         | 直布羅陀政治           |
| 太平洋   | 美属萨摩亚     | 美国                              | 非合併建制領土 | 沒有                              | 55,519  | 200 (77)          | 美屬薩摩亞政治         |
| 太平洋   | 法屬玻里尼西亞 | 法國                              | 海外属地       | 沒有                              | 271,000 | 4,000 (1544)      | 法属波利尼西亚政治     |
| 太平洋   | 關島           | 美国                              | 非合併建制領土 | 沒有                              | 159,358 | 540 (208)         | 關島政治               |
| 太平洋   | 新喀里多尼亞   | 法國                              | 海外属地       | 沒有                              | 252,000 | 18,575 (7,172)    | 新喀里多尼亞政治       |
| 太平洋   | 皮特凯恩群岛   | 英国                              | 海外領土       | 沒有                              | 50      | 35.5 (13.7)       | 皮特凱恩群島政治       |
| 太平洋   | 托克勞         | 新西兰                            | 海外領土       | 沒有                              | 1,411   | 12.2 (4.7)        | 托克勞政治             |

### 憲法
实施民族联邦制的共产主义国家使用的《苏联宪法》、《1946年南斯拉夫宪法》都曾规定包括分离在内的民族自决的权力。埃塞俄比亚内战结束后现行的《埃塞俄比亚联邦民主共和国宪法》也规定各民族享有民族自决权，埃塞俄比亚拥有目前唯一规定民族自决权的宪法。

### 引用
1. ↑  . Merriam-webster.com.   [2012-03-04]. （原始内容存档于2019-11-20）.
2. ↑  Answers.com definition （页面存档备份，存于）.
3. 1 2  . Un.org.   [2012-07-21]. （原始内容存档于2015-10-01）.
4. 1 2  . Un.org.   [2012-07-21]. （原始内容存档于2020-12-12）.
5. 1 2  . Un.org.   [2012-07-21]. （原始内容存档于2013-07-29）.
6. 1 2  . Un.org.   [2012-07-22]. （原始内容存档于2021-03-01）.
7. ↑   (PDF). Un.org.   [2012-07-22]. （原始内容存档 (PDF)于2021-03-01）.
8. 1 2 3 4 5 6 7 8  Betty Miller Unterberger, Self-Determination （页面存档备份，存于）, Encyclopedia of American Foreign Policy, 2002.
9. ↑  王虎华. . 《华东政法学院学报》. 2002年,. 2002年第5期: 16–25 （中文）.
10. ↑  Jackson J. Spielvogel, Western Civilization: Since 1500 , p. 767 （页面存档备份，存于）, Cengage Learning, 2008, ISBN 978-0-495-50287-6, ISBN 978-0-495-50287-6.
11. ↑  Chimène Keitner, Oxford University, Self-Determination: The Legacy of the French Revolution （页面存档备份，存于）, paper presented at International Studies Association Annual Meeting, March 2000.
12. ↑  Self-Determination Not a New Expedient; First Plebiscite Was Held in Avignon During the French Revolution—Forthcoming Book Traces History and Growth of the Movement （页面存档备份，存于）, New York Times
July 20, 1919, 69.
13. ↑  Erica Benner, ‘’Really existing nationalisms: a post-communist view from Marx and Engels’‘, p. 188 （页面存档备份，存于）, Oxford University Press, 1995 ISBN 978-0-19-827959-4, ISBN 978-0-19-827959-4
14. 1 2  . 中文马克思主义文库.   [2012-07-21]. （原始内容存档于2011-04-13）.
15. ↑  宋永毅. . 明鏡出版社. 2016  [2018-05-19]. （原始内容存档于2021-03-01）.
16. ↑   (PDF).   [2012-03-04]. （原始内容存档 (PDF)于2021-03-08）.
17. 1 2  Murray N. Rothbard, National Self-Determination （页面存档备份，存于）, Rothbard Archives at Lewrockwell.com, August 1990.
18. ↑  . Un.org.   [2012-07-21]. （原始内容存档于2014-09-24）.
19. 1 2  Paul R. Hensel and Michael E. Allison, Department of Political Science  Florida State University and Ahmed Khanani, Department of Political Science, Indiana University, The Colonial Legacy and Border Stability: Uti Possidetis and Territorial Claims in the Americas 的存檔，存档日期2005-05-28., research paper at Paul Hensel's Florida State university web site.
20. 1 2 3 4 5 6  Vita Gudeleviciute, Does the Principle of Self-determination Prevail over the Principle of Territorial Integrity? （页面存档备份，存于）, International Journal of Baltic Law, Vytautas Magnus University School of Law, Volume 2, No. 2 (April 2005).
21. ↑  Resolution 1514 (XV) "Declaration on the Granting of Independence to Colonial Countries and Peoples"
22. ↑  Declaration on the Granting of Independence to Colonial Countries and Peoples 的存檔，存档日期2012-05-08., General Assembly resolution 1514 (XV) of 14 December 1960.
23. ↑  Pakistan's Foreign Policy: an Overview 1974-2004. （页面存档备份，存于） PILDAT briefing paper for Pakistani parliamentarians by Hasan-Askari Rizvi, 2004. pp19-20.
24. ↑  . Green Left Weekly. 2001-09-19  [2007-01-09]. （原始内容存档于2007-01-11）.
25. ↑  . Cooperative Research History Commons.   [2007-01-09]. （原始内容存档于2013-08-18）.
26. ↑  Maley, William and Amin Saikal, The Soviet Withdrawal from AfghanistanCambridge University Press, Cambridge 1989, p.16
27. ↑  Elizabeth Chadwick, Self-determination, terrorism, and the international humanitarian law of armed conflict, Martinus Nijhoff Publishers, 1996, p. 192-193 ISBN 978-90-411-0122-8
28. ↑  Cilliers, Jakkie. . London, Sydney & Dover, New Hampshire: Croom Helm. December 1984: 1–5. ISBN 978-0-7099-3412-7., . Lusaka: Zimbabwe African National Union. 27 March 1974.
29. ↑  George M. Houser. .   [2007-12-01]. （原始内容存档于2018-11-02）.
30. ↑  [] p.220
31. ↑   (PDF). United Nations Treaty Collection. United Nations. July 1963  [2010-07-29]. （原始内容存档 (PDF)于2011-05-14）.
32. ↑  United Nations General Assembly Resolution 1514
33. ↑   (PDF).   [2012-03-04]. （原始内容 (PDF)存档于2011-10-05）.
34. ↑   (PDF).   [2012-03-04]. （原始内容 (PDF)存档于2011-10-05）.
35. ↑   (PDF). Un.org.   [2012-05-29]. （原始内容存档 (PDF)于2013-10-29）.
36. ↑   (PDF). Un.org.   [2012-05-29]. （原始内容存档 (PDF)于2013-10-29）.
37. ↑  . Un.org.   [2012-03-04]. （原始内容存档于2019-03-26）.
38. ↑  . Un.org.   [2012-03-04]. （原始内容存档于2011-05-03）.
39. ↑  江燦騰. . 臺灣大百科全書. 中華民國文化部. 2011-07-07. （原始内容存档于2021-01-25）.
40. ↑  . 臺灣民主黨. 1932. （原始内容存档于2021-03-06）.
41. ↑  林雲連等人. . 臺灣民主黨. 1932. （原始内容存档于2020-10-23）.
42. ↑  條約法律司. . 中華民國外交部.   [2019-06-30]. （原始内容存档于2017-12-09）.
43. ↑  .   [2016-10-27]. （原始内容存档于2016-03-18）.
44. ↑  高四梅，《民族自決原則的歐洲哲學淵源及在現代的發展》，2003年
45. ↑  Martin Griffiths, Self-determination, International Society And World Order （页面存档备份，存于）, Macquarie University Law Journal, 1, 2003.
46. ↑   (PDF).   [2012-07-21]. （原始内容存档 (PDF)于2021-03-01）.
47. ↑  .   [2019-10-30]. （原始内容存档于2021-03-01）.
48. ↑   (PDF).   [2019-10-30]. （原始内容存档 (PDF)于2019-07-26）.
49. 1 2 3  Aleksandar Pavkovic and Peter Radan,  In Pursuit of Sovereignty and Self-determination: Peoples, States and Secession in the International Order （页面存档备份，存于）, Index of papers （页面存档备份，存于）, Macquerie University Law Journal, 1, 2003.
50. ↑   (PDF).   [2012-03-04]. （原始内容 (PDF)存档于2012年1月20日）.
51. ↑   (PDF).   [2012-03-04]. （原始内容 (PDF)存档于2012-02-06）.
52. ↑  CRIA. . Cria-online.org.   [2012-03-04]. （原始内容存档于2012年4月2日）.
53. ↑  .   [2012-03-04]. （原始内容存档于2016-04-28）.
54. ↑  Thomas D. Musgrave. . Oxford University Press. 2000: 239  [5 March 2012]. ISBN 978-0-19-829898-4. （原始内容存档于2020-09-29）.
55. ↑   (PDF).   [2012-03-07]. （原始内容 (PDF)存档于2012-04-30）. Falkland Islands Government, Dick Sawle MLA, The Challenge of Sovereignty in small states As I mentioned previously, the UN itself, in 2008, rejected the claim that a dispute over sovereignty affected self-determination, affirming self-determination to be “a basic human right.”
56. ↑  . UN Department of Public Information. 20 October 2008  [2012年8月1日]. （原始内容存档于2013年10月31日）.
57. ↑  .   [2018-10-14]. （原始内容存档于2018-10-13）.
58. ↑  .   [2018-10-14]. （原始内容存档于2021-02-07）.
59. ↑  .   [2018-10-14]. （原始内容存档于2021-03-01）.
60. ↑  .   [2018-10-14]. （原始内容存档于2018-10-14）.
61. ↑  范宏云. . 武汉大学学报（哲学社科）. 2008, 61 (1).
62. ↑  .   [2024-04-22]. （原始内容存档于2020-12-01）.

## 外部阅读
- Thürer, Daniel, Burri, Thomas. Self-determination, Max Planck Encyclopedia of Public International Law
- The Liechtenstein Institute on Self-Determination, Princeton University （页面存档备份，存于）
- United Nations General Assembly Resolution 1514(XV). "Declaration on the Granting of Independence to Colonial Countries and Peoples" （页面存档备份，存于）
- United Nations Charter （页面存档备份，存于）.
- Text of International Covenant on Civil and Political Rights （页面存档备份，存于）.
- Text of International Covenant on Economic, Social and Cultural Rights （页面存档备份，存于）.
- Self Determination in Focus, Foreign Policy In Focus self-determination papers site.
- Andrei Kreptul, The Constitutional Right of Secession in Political Theory and History （页面存档备份，存于）, Journal of Libertarian Studies, Ludwig von Mises Institute, Volume 17, no. 4 (Fall 2003), pp. 39–100.
- Jacob T. Levy（英语：Jacob T. Levy）, Self-Determination, Non-Domination, and Federalism, published in Hypatia: A Journal of Feminist Philosophy.
- "Winds of Change or Hot Air? Decolonization, Self-determination and the Salt Water Test," Legal Frontiers International Law Blog
- The Right of Nations to Self-Determination （页面存档备份，存于） Vladimir Lenin February–May 1914.
- Parliamentarians for National Self-Determination Unofficial page for London based Parliamentary lobby group.
- Self Determination - International Law and Practise[永久] collated and sequenced by Nadesan Satyendra.
- The Center for World Indigenous Studies.
- Post-2011 scenarios in Sudan: What role for the EU? （页面存档备份，存于）, edited by Damien Helly, Report No.6, November 2009, European Union Institute for Security Studies（英语：European Union Institute for Security Studies）